# Microsoft Office v. X
Microsoft Office v. X foi lançado em 2001 para o Mac OS X.
Uma série de atualizações de software foram aplicadas a esta versão do Office. "Office X 10.1.6 Update" que incorpora todas as atualizações de 10.0.0 para 10.1.6. Depois veio o "Office X 10.1.7 Update", "Office X Security Update", "X 10.1.8 do Office Update", "Office Update 2006/12/19 X" e, finalmente, "Office X 10.1.9 Update".
O Office v. X foi sucedido pelo Office 2004 para Mac. O suporte para o Office v. X terminou em 9 de janeiro de 2007.